# Prem, Weilheim-Schongau
Prem là một đô thị tại huyện Weilheim-Schongau, bang Bayern, Đức.